# 日動画廊

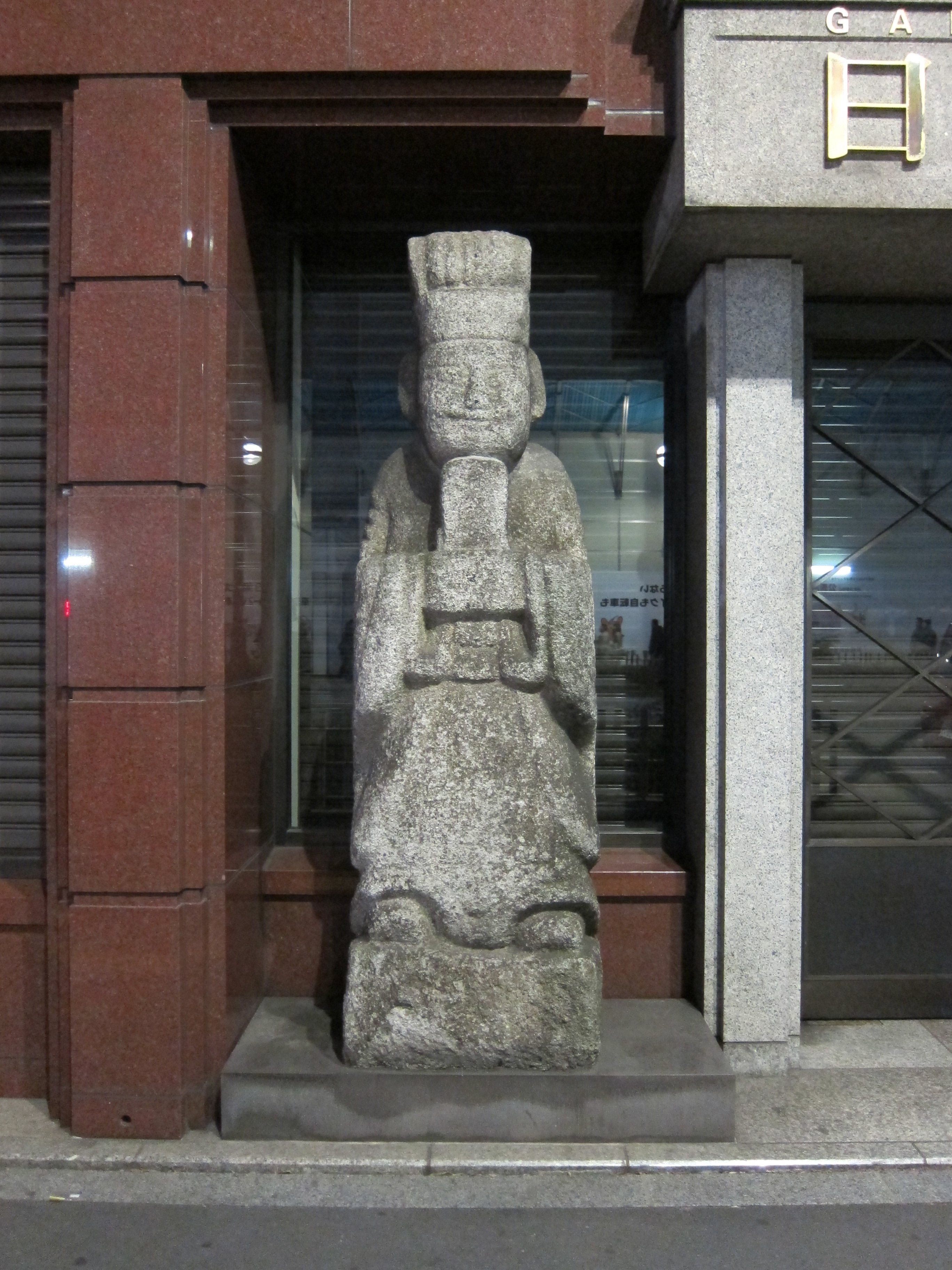
本店（銀座5丁目）入口横に立つ石像

日動画廊（にちどうがろう）は創業1928年、日本国内の洋画商としては、最も歴史があるとされる洋画商である。

## 概要
ギャラリーは東京・銀座5丁目の日動画廊本店のほか、名古屋日動画廊（名古屋市中区）、福岡日動画廊（福岡市中央区）、軽井沢日動画廊（長野県軽井沢町、GW・夏季のみ）、Galerie Nichido Paris（パリ）、nichido contemporary art (東京・中央区八丁堀)がある。
2015年10月に新たに台北に支店を開設した。
主に油彩、彫刻、版画を取扱っており、取り扱い作家は国内外の物故・現役作家あわせて数百名になる。

## 沿革
日動画廊初代社長、創業者の長谷川仁（1897 - 1976）は、1928年に友人の弟で洋画家であった松村建三郎の助言で洋画商を志し、秋に横浜貿易会館で洋画大展覧を開催した。
1931年11月3日には、日本動産火災保険(現・東京海上日動火災保険)の当時の社長の粟津清亮の好意で京橋区銀座5丁目の同保険会社ビル1階に「東京画廊」を開いた。
翌年の1932年1月に店名を「日動画廊」と改称して、以後同所でほとんど洋画だけの画商として活動し、今日の洋画商界の先駆となった。画廊の名前の由来は、日本動産火災保険本社ビルに間借りして開業したことによる。
戦前の個展としては、鈴木千久馬展（1932年）、大沢昌助展（1933年）、藤田嗣治の個展（1934年）、海老原喜之助展（1934年）などを開催した。特に藤田嗣治展は注目された。その後の主な個展は、毎年の藤田嗣治、海老原喜之助展のほか、猪熊弦一郎展（1935年）、北川民次メキシコ展（1937年）、佐伯祐三遺作展（1938年）、松本竣介展（1940年）などがあり、そのほか個展を開いた画家としては、児島善三郎、熊谷守一、野間仁根などがいた。また個展開催はないが作品を扱った重要な画家としては藤島武二がいた。そして戦後も三岸節子展（1945年）をはじめ、鴨居玲展（1968年）、奥谷博展（1971年）など、個展やグループ展を開催している。
1965年には、私財を投じて茨城県笠間市に財団法人(現・公益財団法人)日動美術財団・笠間日動美術館を設立する。
1966年には、若手作家の育成のために昭和会展を創設する。
2001年には、現代美術を専門に扱う画廊「nichido contemporary art」を設立する。
1976年に実父である長谷川仁の跡を継ぎ、2代目社長に就任した長谷川徳七（1939 -  ）は、全国美術商連合会会長や全国洋画商連盟会長を歴任した。また副社長の長谷川智恵子（1944 -  ）は、日本洋画商協同組合の理事長を歴任した。
日仏文化交流に貢献したことにより、フランス政府から長谷川仁と長谷川徳七には、それぞれ1976年と1998年に芸術文化勲章コマンドールが贈られ、長谷川智恵子には2009年にレジオン・ドヌール勲章オフィシェが贈られている。